# 麻生学園小学校
麻生学園小学校（あそうがくえんしょうがっこう）は、福岡県小郡市にある私立小学校。設立母体は学校法人麻生学園。旧東明館の一貫校から変わり、ほぼ全ての児童が中学受験をする進学小学校である。

## 概要
東明館小学校では、東明館中学校への一貫教育であったが、麻生学園小学校に校名が変更になった事に伴い進学小学校として運営している。
そのため卒業生は、ほぼ全員が中学受験をする。
　久留米大学附設中学校、早稲田佐賀、西南中学、大濠中学と難関校への進学実績も多い。

### ・「高い学力」
「高い学力」「豊かな情操」と歌っている事もあり、4年生から中学受験対策授業がカリキュラムに組み込まれている。
1クラス20人前後と少人数クラス
低学年には担任と副担任の2名で子供たちの指導にあたり定着に重きを置いている。
また受験を見据えた応用力や思考力、読解力や語彙なども低学年から学ぶ。
音楽や英語など、一部専科の先生による授業となる。
漢検、数学検定も全学年2月に受験。
4年生からは、中学受験　対策授業がスタートし、教科専科の先生による指導が行われる。 
教科により難易度別に分かれるものもある。

### ・「豊かな情操」
校庭が広く小高い山があり、自然豊かでのびのびと遊び、四季を感じる事ができる。
生活科や理科では、校庭を使った学習機会も多い。

春は筍、秋は栗など休み時間に収穫したものを持ち帰ることができる。
また、児童数が少ないため、全校生徒が学年関係なく遊ぶ姿が見られる。

## 沿革
- 2004年4月 - 東明館小学校として開校
- 2015年4月1日 - 東明館小学校（とうめいかんしょうがっこう）から麻生学園小学校に校名変更[1]。

## 校訓
- 至心

子ども達には「至心」(ししん)を“心を精一杯に働かせること”とわかりやすく説明しています。
自分自身だけじゃなく、他者へも心を働かせて、
「高い学力」「豊かな情操」そして思いやりを持って育って欲しいと考えています。